# Kraina obfitości (film 2016)
Kraina obfitości – niemiecki film familijny z 2016 roku, należący do cyklu filmów telewizyjnych Najpiękniejsze baśnie braci Grimm. Film jest adaptacją baśni Vom Schlaraffenlande autorstwa Hoffmanna von Fallerslebena.

## Fabuła
Paul - młody chłopak mieszkający z rodzicami i młodszą siostrą Magdą. Pewnego dnia w jego miasteczku pojawia się mężczyzna, który opowiada o cudownym, rajskim miejscu znanym jako Kraina Obfitości. Chłopiec zauroczony historią nieznanego przybysza bardzo chce się dowiedzieć, jak trafić do tego miejsca. Niestety mężczyzna nie powie nic za darmo i za wskazanie drogi żąda wysokiej zapłaty. Kolejnego dnia okazuje się, że siostra chłopca Magda bardzo ciężko zachorowała. Paul postanawia wykorzystać sytuację i kradnie rodzicom pieniądze. W ten sposób udaje mu się poznać drogę do krainy Obfitości. Wkrótce, gdy przybywa na miejsce, dowiaduje się, że został oszukany przez nieznanego mężczyznę. Mimo to, na swojej drodze spotyka widzącego ślepca, który wraz z miejscowym mężczyzną wskazuje mu odpowiednią drogę. Po pewnym czasie chłopiec dostaje się do Krainy Obfitości, gdzie spotyka Pralinę. Dziewczyna pokazuje mu uroki tajemniczego miejsca. Paul jest zachwycony krainą, w której nie ma żadnych problemów, a czas mija zupełnie inaczej. Chłopiec zauroczony nowym miejscem zapomina o swoim miasteczku, o rodzicach i o ciężko chorej siostrze Magdzie, która bardzo potrzebuje jego pomocy. 

## Główne role
- Björn Ingmar Böske - Paul
- Judith Engel - matka
- Klara Deutschmann - Pralina
- Heikko Deutschmann - Vater
- Maria Matschke - Magda, siostra Paula
- Hans Diehl - niewidomy
- Isaak Dentler - drwal
- Florian Wünsche - Camembert
- Friedrich Liechtenstein - Debreziner
- Uwe Ochsenknecht - Pan Törtchen
- Paula Grasshoff - Äpfelchen
- Jennifer Lotsi - Nougatine
- Wolfgang Michael - Mistrz Feuerstein
- Robert Hofmann
- Torben Kessler